# Makaza
Makaza albo Bałkan Toresi (bułg. Маказа albo Балкан тореси, gr. Μακάζα) – przełęcz we Wschodnich Rodopach, łącząca drogę ze wsi Striżba (gmina Kirkowo, obwód Kyrdżali) przez Komotini (Grecja) do Morza Egejskiego. Jest częścią drogi E85 Ruse – Kyrdżali – Komotini – Aleksandropolis, łączącej Bułgarię z zachodnią Tracją. Przełęcz ma wysokość 468 m n.p.m.
W 1912 przełęcz był polem bitwy pod Bałkan Toresi, w której bułgarska armia zadała klęskę Turkom, w następstwie czego została wyzwolona zachodnia Tracja. Po 1920 droga przez przełęcz Makaza została przecięta granicą między Bułgarią i Grecją. W przeszłości planowano budowę linii kolejowej przez przełęcz, jak i wybudowano odcinek z Kyrdżali przez Momcziłgrad do Podkowy. Linia kolejowa kończy się koło wsi Podkowa, 20 km przed przełęczą Makaza. Podczas II wojny światowej plany te odnowiono, ale nie doszło do praktycznych działań. Przełęcz został zamknięty zaraz po II wojnie światowej.
W 2009 budowę drogi przez Makazę do Grecji ogłoszono priorytetem. Finansowanie zapewnił skarb państwa Republiki Bułgarii. W październiku 2011 drogę wybudowano ze strony bułgarskiej, ale nie w pełni ją wykończono z greckiej z powodu ciężkiego kryzysu finansowego, który ogarnął kraj. Po tym, jak w 2012 wielkie załamanie przerwało drogę za granicą, grecka strona odkładała kilkakrotnie zakończenie swojej części obiektu.
9 września 2013 otwarto nowe przejście graniczne Makaza - Nimfea. Mogą je przekraczać lekkie samochody o masie do 3,5 tony